# Памятник подольским курсантам (Подольск)
Памятник подольским курсантам — монумент курсантам подольских артиллерийского и пехотного военных училищ, в октябре 1941 года оборонявшим рубежи на юго-западных подступах к Москве.

## История
Молодые бойцы Красной армии держали оборону на Варшавском шоссе в районе Юхнова, Медыни, Ильинского, Малоярославца и Детчино в ходе битвы за Москву начального периода Великой Отечественной войны. Вместе с частями 43-й армии они сдержали натиск немецко-фашистских войск и помогли выиграть время для подтягивания резервов РККА к Москве. В результате направление на Москву через Подольск по Варшавскому шоссе было закрыто для противника.

## Описание
Памятник высотой 8,5 метров был открыт в канун празднования 30-летия Дня Победы — 7 мая 1975 года на пересечении улиц Кирова и Парковой, а также Архивного проезда. Авторы монумента: художник — Ю. Л. Рычков, скульпторы А. Н. Новиков и А. Г. Мямлин, архитекторы — Л. П. Земсков и Л. А. Скроб.
Памятник был изготовлен по поручению Подольского городского комитета КПСС на Подольском машиностроительном заводе имени Орджоникидзе (ныне «ЗиО-Подольск») в апреле 1975 года. По поручению первого секретаря горкома Василия Серафимовича Пестова была создана рабочая группа по разработке проекта памятника под руководством главного архитектора города Леонида Петровича Земскова.
На монументе из нержавеющей стали изображены трое курсантов (двое из них держат автоматы, третий — держит левую руку поднятой), в верхней части — звезда, с тыльной стороны памятника — схема боевых действий подольских курсантов. Справа от памятника расположена сопроводительная надпись: «Мужеству, стойкости, бессмертному подвигу подольских курсантов посвящается», слева на земляном бруствере установлена пушка противотанковая пушка ЗиС-2. Рядом находится невысокая наклонная тумба из тёмно-коричневого гранита с описанием подвига молодых бойцов.
Площадь перед памятником, где разбиты цветочные клумбы, вымощена плитами. У монумента проводятся различные торжественные мероприятия и праздники; подольские молодожёны возлагают цветы к его подножию.